# Margot Bingham
Margot Bingham (Pittsburgh, Pensilvania; 6 de diciembre de 1987) es una actriz y cantautora estadounidense. Conocida por su papel de la cantante de jazz, Daughter Maitland, en la serie dramática de época de HBO, Boardwalk Empire. En 2015, comenzó a interpretar a uno de los personajes principales de la serie dramática de ABC, The Family. En 2021, protagonizó la undécima y última temporada de The Walking Dead.

## Biografía
Margot Bingham nació el 6 de diciembre de 1987 y creció en Green Tree un suburbio de Pittsburgh, Pensilvania, es la hija de Craig Bingham, ex apoyador de los Pittsburgh Steelers, y Lynne Bingham. Se graduó en 2006 en la Pittsburgh Creative and Performing Arts School y asistió a la Universidad de Point Park durante dos años antes de mudarse a la ciudad de Nueva York.
En Nueva York comenzó a aparecer en el escenario en 2010 y tuvo un pequeño papel en la reposición del musical Rent en 2011. Durante ese tiempo, coprotagonizó la serie web In Between Men y actuó en el BAMcafé de la Academia de Música de Brooklyn.
En 2013, interpretó el papel recurrente de la cantante de jazz de la década de 1920, Daughter Maitland, en la serie dramática de época de HBO, Boardwalk Empire, por la que recibió críticas positivas. En 2014, tuvo el papel recurrente en la serie de corta duración de El Rey Network series, Matador. En 2015, fue elegida para interpretar uno de los personajes principales femeninos junto a Joan Allen en la serie dramática de ABC, The Family, creada por Jenna Bans donde interpretó a la Sargento Nina Meyer, la serie trata del regreso del hijo pequeño de la alcaldesa a quién se consideraba muerto después de estar desaparecido durante más de 10 años. Ese mismo año apareció en la producción cinematográfica Barbershop: The Next Cut dirigida por Malcolm D. Lee. En 2017 dio vida al personaje de Clorinda Bradford en la serie de televisión estadounidense She's Gotta Have It creada por Spike Lee y basada en su largometraje de 1986 del mismo título.
Bingham apareció por primera vez en noviembre de 2019 en la serie de televisión estadounidense de horror posapocalíptico de AMC The Walking Dead, en un episdodio de la novena temporada, pero únicamente como una voz en la radio y en otro episodio en marzo de 2020, posteriormente la producción de la siguiente temporada de la serie se retrasó debido la pandemia de COVID-19. Con lo que no fue hasta la undécima temporada y última cuando Stephanie, el personaje interpretado por Margot Bingham, apareció físicamente.

## Vida personal
Bingham es de ascendencia jamaicana por parte de su padre y de ascendencia judía ashkenazí alemana y rusa por parte de su madre. Es judía y tuvo una ceremonia de Benei Mitzvá.

## Filmografía

### Cine
| Año  | Título                   | Papel       | Notas | Ref.   |
| ---- | ------------------------ | ----------- | ----- | ------ |
| 2013 | Burning Blue             | Devon       |       |        |
| 2014 | Fugly!                   | Chica negra |       |        |
| 2015 | Her Composition          | Gila        |       |        |
| 2015 | Destined                 | Maya        |       |        |
| 2016 | Barbershop: The Next Cut | Bree        |       | [ 8 ]  |
| 2017 | The Unattainable Story   | Alma        |       |        |
| 2017 | Saturday Church          | Amara       |       |        |
| 2017 | Anything                 | Brianna     |       |        |
| 2018 | Then Came You            | Lucy        |       |        |
| 2022 | Dotty & Soul             | Isabella    |       | [ 14 ] |

### Televisión
| Año       | Título                       | Papel                                               | Notas                                                                  | Ref.   |
| --------- | ---------------------------- | --------------------------------------------------- | ---------------------------------------------------------------------- | ------ |
| 2010–2013 | In Between Men               | Kendra Sharpe                                       |                                                                        |        |
| 2013      | Golden Boy                   | Uniform                                             | Episodio: «Next Question»                                              |        |
| 2013–2014 | Boardwalk Empire             | Daughter Maitland                                   | Papel recurrente, 11 episodios                                         |        |
| 2014      | Matador                      | Billie                                              | Papel recurrente, 6 episodios                                          |        |
| 2016      | The Family                   | Sargento Nina Meyer                                 | Papel regular                                                          |        |
| 2017      | Queen Sugar                  | Tamar Judith                                        |                                                                        |        |
| 2017      | She's Gotta Have It          | Clorinda Bradford                                   | Papel regular                                                          | [ 9 ]  |
| 2017      | Blue Bloods                  | Agente Especial Maureen Bell                        | Episodio: «Pain Killers...»                                            |        |
| 2018      | La maravillosa señora Maisel | Cantante de la banda Steiner Resort (sin acreditar) | Episodio: «We’re Going to the Catskills!»                              |        |
| 2018      | One Dollar                   | Cass                                                | Papel regular                                                          |        |
| 2018–2021 | New Amsterdam                | Evie                                                | Papel recurrente, serie de NBC                                         |        |
| 2019–2022 | The Walking Dead             | Maxxine Mercer / Stephanie                          | Invitada (temporadas 9 y 10) Protagonista (temporada 11); 22 episodios | [ 12 ] |
| 2022      | Leopard Skin                 | Clover Braun                                        | Papel recurrente: 8 episodios                                          | [ 15 ] |
| 2023      | Lawmen: Bass Reeves          | Sara Jumper                                         | Miniserie; 2 episodios                                                 | [ 16 ] |

## Premios y nominaciones
| Año  | Premio                          | Trabajo          | Categoría                           | Resultado | Ref.   |
| ---- | ------------------------------- | ---------------- | ----------------------------------- | --------- | ------ |
| 2013 | Premio del Sindicato de Actores | Boardwalk Empire | Mejor reparto de televisión - Drama | Nominada  | [ 17 ] |